# Bicaron
Bicaron (hebrejsky בִּצָּרוֹן, v oficiálním přepisu do angličtiny Bizzaron, přepisováno též Bitzaron) je vesnice typu mošav v Izraeli, v Jižním distriktu, v Oblastní radě Be'er Tuvja.

## Geografie
Leží v nadmořské výšce 55 metrů v pobřežní nížině, v regionu Šefela.
Obec se nachází 8 kilometrů od břehu Středozemního moře, cca 32 kilometrů jižně od centra Tel Avivu, cca 48 kilometrů západně od historického jádra Jeruzalému a 1 kilometr severovýchodně od Gan Javne. Bicaron obývají Židé, přičemž osídlení v tomto regionu je etnicky převážně židovské.
Bicaron je na dopravní síť napojen pomocí lokální silnice číslo 3811 a dalších místních komunikací v rámci aglomerace města Gan Javne.

## Dějiny
Bicaron byl založen v roce 1935. Jeho zakladateli byla skupina Židů z tehdejšího SSSR zvaná Tel Chaj. Roku 1932 se přestěhovala do tehdejší mandátní Palestiny. Zpočátku se usadila v nedaleké osadě Gan Javne a po třech letech se rozhodla nedaleko odtud zřidit samostatné zemědělské sídlo. Populaci osady po druhé světové válce posílila skupina židovských přistěhovalců z Rumunska, Německa a Bulharska. Koncem 40. let měl mošav rozlohu katastrálního území 1 250 dunamů (1,25 kilometru čtverečního).
V obci stojí hřbitov se sekcí věnovanou obětem válek a teroristických útoků. V mošavu funguje plavecký bazén, zdravotní středisko, společenské centrum a obchod. Místní ekonomika je založena na zemědělství. V provozu je tu chov bizonů.
Jméno vesnice je inspirováno citátem z biblické Knihy Zacharjáš 9,12 – „Navraťte se do pevnosti, vězňové, jimž naděje vzchází. Dnes to oznamuji znovu: Všechno ti nahradím dvojnásobně“

## Demografie
Podle údajů z roku 2014 tvořili naprostou většinu obyvatel v Bicaron Židé (včetně statistické kategorie "ostatní", která zahrnuje nearabské obyvatele židovského původu ale bez formální příslušnosti k židovskému náboženství).
Jde o menší obec vesnického typu s dlouhodobě rostoucí populací. K 31. prosinci 2014 zde žilo 1206 lidí. Během roku 2014 populace klesla o 0,6 %.
| Rok            | 1948 | 1961 | 1972 | 1983 | 1995 | 2001 | 2003 | 2004 | 2005 | 2006 | 2007 | 2008 | 2009 | 2010 | 2011 | 2012 | 2013 | 2014 |
| -------------- | ---- | ---- | ---- | ---- | ---- | ---- | ---- | ---- | ---- | ---- | ---- | ---- | ---- | ---- | ---- | ---- | ---- | ---- |
| Počet obyvatel | 176  | 467  | 448  | 506  | 584  | 784  | 863  | 900  | 930  | 979  | 1056 | 1066 | 1148 | 1128 | 1157 | 1197 | 1213 | 1206 |